# СБА-60-К2 «Булат»

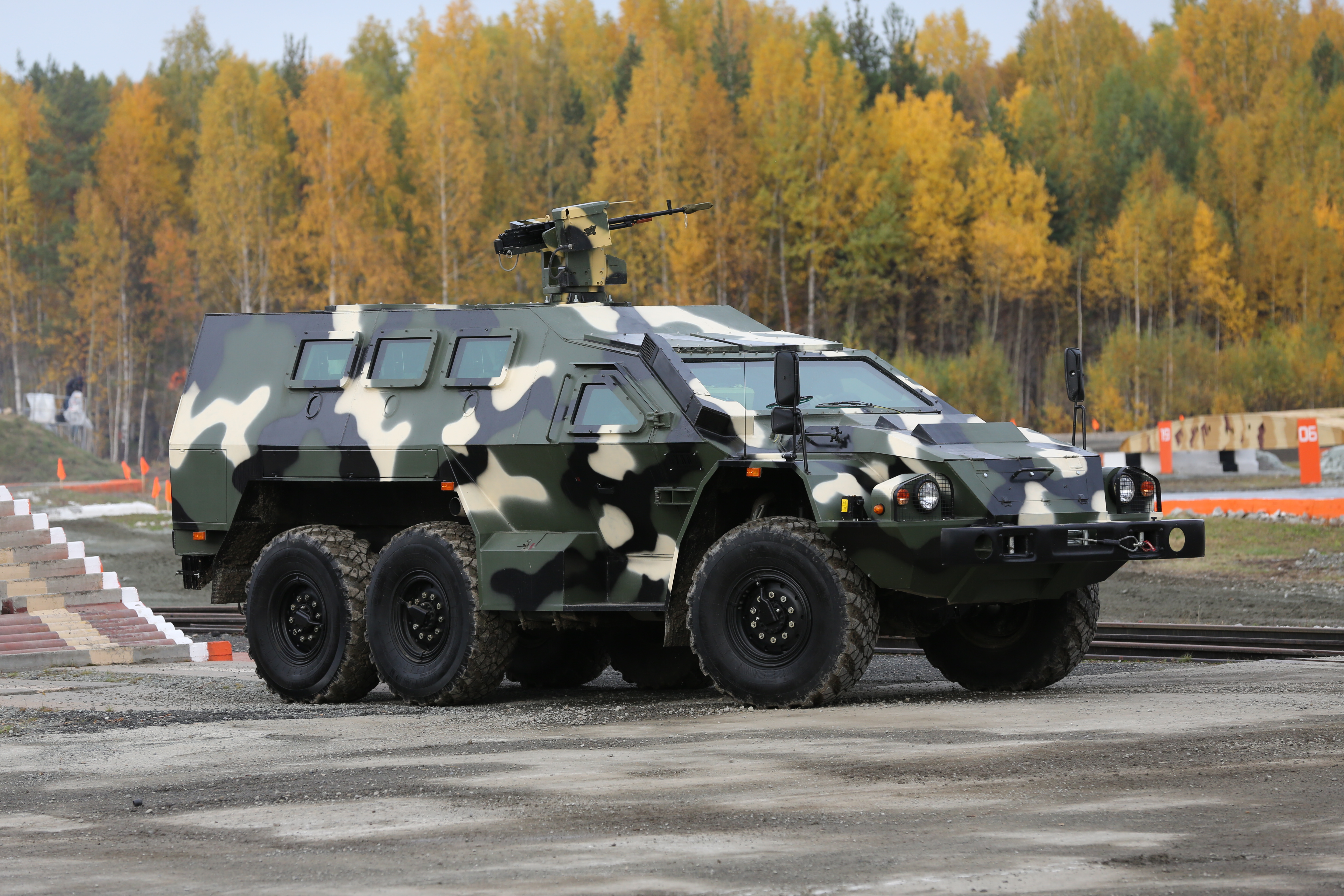
Трёхосный спецбронеавтомобиль СБА-60-К2 «Булат» (6 × 6).

СБА-60-К2 «Булат» — колёсный бронетранспортёр (БТР), разработанный совместно КАМАЗом и корпорацией «Защита» как частный проект. Разработка началась в 2010 году и завершилась в 2013 году. Является развитием более ранней модели БПМ-97 (обозначенной производителем КАМАЗ-43269) — колёсной машины 4 × 4 с повышенной противоминной защитой (MRAP). В настоящее время в России имеется 15 БТР «Булат», которые были поставлены в конце 2014 года, ещё 50 машин были заказаны и поставлены.

## Конструкция
Конструктивно СБА-60-К2 «Булат» представляет полноприводный бронеавтомобиль с несущим сварным корпусом.
Компоновка «Булата» СБА-60-К2 очень похожа на старый советский БТР-152 . Впереди двигатель, за двигателем командир и механик-водитель, сзади десантная часть. БТР «Булат» состоит из шасси КамАЗ-5350 с колесной формулой 6х6 вместо шасси 4х4. Он оснащен полностью закрытой броней и может использоваться во многих целях: транспортировка солдат и техники, патрулирование и сопровождение конвоев, обезвреживание мин и самодельных взрывных устройств.
Десантное отделение вмещает 8 полностью экипированных солдат и 2 члена экипажа. Солдаты входят и выходят из машины через двойные двери, расположенные в задней части корпуса, которые открываются наружу, каждая дверь имеет одно окно из пуленепробиваемого стекла и порт для стрельбы. В крыше боевого отделения имеется 6 люков, а с обеих сторон корпуса могут быть установлены от трех до четырех окон из пуленепробиваемого стекла с люком для стрельбы под каждым окном.
БТР «Булат» оснащен турбодизелем КамАЗ-740.31-240 мощностью 240 л. с. в паре с 10-ступенчатой механической коробкой передач. Несмотря на то, что «Булат» построен по колесной формуле 6х6, его внедорожные возможности ограничены. Оснащен центральной системой регулирования давления в шинах и лебедкой с автоподзаводом.
Стандартное оборудование включает кондиционер, систему пожаротушения двигателя и специальные стойки для винтовок и другого личного оружия. Доступен ряд других опций, в том числе спутниковая система наземной навигации, камеры с обзором на 360 градусов и дополнительный обогрев.
Броня «Булата» выдерживает прямые попадания снарядов калибра 7,62 мм. [4] Машина имеет характерную пластинчатую броню под большим углом, способную отражать огонь стрелкового оружия и артиллерийских снарядов, а также V-образный корпус, обеспечивающий защиту от подрыва мин и взрывчатых веществ мощностью до 1 кг в тротиловом эквиваленте. Булат также оснащен противоминными сиденьями. Булат может быть вооружен 7,62-мм или 12,7-мм дистанционно управляемым пулеметом .
Машина разминирования и EOD «Листва», оснащенная оборудованием для обнаружения и обезвреживания мин, создана на базе СБА-60К2 «Булат». «Листва» предназначена для расчистки маршрутов для мобильных межконтинентальных баллистических ракет " Тополь ", " Тополь-М " и " Ярс " . Он поступил на вооружение РВСН в 2014 году . [1] Листва имеет специальную защиту от электромагнитного излучения для защиты экипажа от вредного воздействия электронных систем обезвреживания мин.

## Варианты
- Булат: бронетранспортер
- Листва : Машина разминирования и обнаружения EOD, оснащенная оборудованием для обнаружения и обезвреживания мин.

## Веб-ссылки
- Listva: The Nuclear Missile Bodyguard. Vehicle fries IEDs to protect Yars mobile nukes (englisch)
- Bulat auf der Zashchita Webseite (russisch)